# Tricolia bella
Tricolia bella är en snäckart som först beskrevs av M. Smith 1937.  Tricolia bella ingår i släktet Tricolia och familjen Tricoliidae. Inga underarter finns listade i Catalogue of Life.